# اکس نونک
اِکس نونک (به انگلیسی: Ex nunc) یک عبارت لاتین است که در علوم حقوقی و قضاوت به‌کار می‌رود و به معنای «از این لحظه به بعد» یا «بر اساس وضعیت کنونی» است.
اگر قاضی در بررسی یک اعتراض، وضعیت کنونی را مد نظر قرار دهد، این بررسی به صورت ex nunc انجام می‌شود، یعنی قاضی به شرایط فعلی، چه از نظر حقایق و چه قوانین و مقررات، نگاه می‌کند. قانون‌گذار تعیین می‌کند که قاضی چه زمانی باید به صورت ex nunc بررسی کند.
در مقابل اکس نونک، اصطلاح اکس تونک قرار دارد - یعنی بررسی شرایط بر اساس وضعیت گذشته.